# Třída Pandrong
Třída Pandrong je třída hlídkových člunů Indonéského námořnictva. Jedná se o variantu PB 57 Mk IV německé loděnice Lürssen. Celkem byly postaveny dvě jednotky této třídy.

## Stavba
Celkem byly indonéskou loděnicí PT. PAL Indonesia ve městě Surabaja postaveny dvě jednotky této třídy. Do služby byly přijaty v letech 1990-1991.
Jednotky třídy Pandrong:
| Jméno          | Spuštěna | Vstup do služby | Status  |
| -------------- | -------- | --------------- | ------- |
| Pandrong (801) |          | 1990            | aktivní |
| Sura (802)     |          | 1991            | aktivní |

## Konstrukce

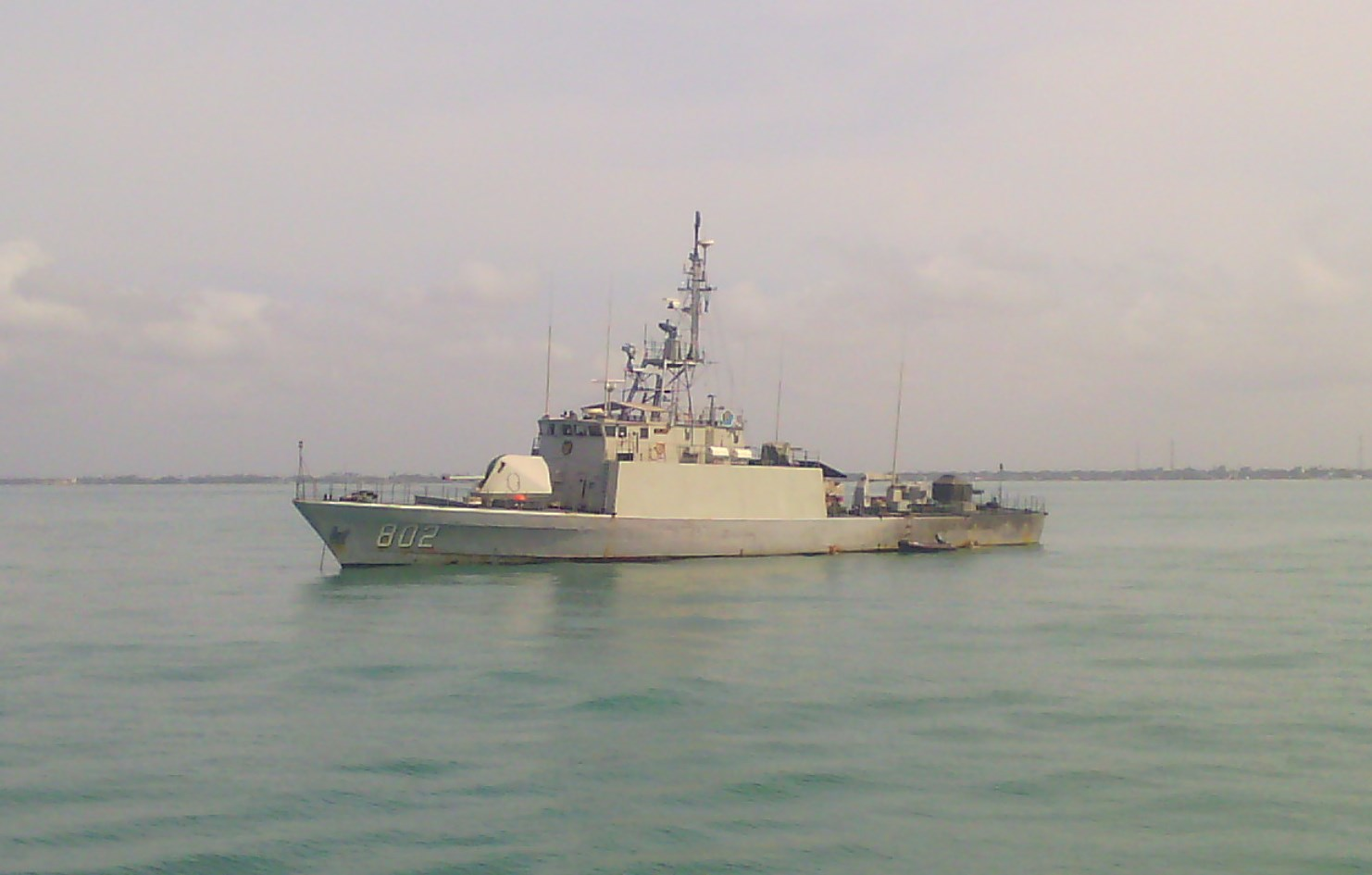
Sura (802)

Plavidla nesou vyhledávací radar DR-2000 S3. Výzbroj se skládá z jednoho 57mm lodního kanónu Bofors L/70, jednoho 40mm protiletadlového kanónu Bofors a jednoho 20mm automatického kanónu Rheinmetall Rh202. Pohonný systém tvoří dva diesely MTU 16V956 TB92 o celkovém výkonu 8260 BHP, pohánějící dva lodní šrouby. Nejvyšší rychlost dosahuje 27 uzlů. Dosah je 6 100 námořních mil při rychlosti 15 uzlů.